# Horace Silver and the Jazz Messengers
Horace Silver and the Jazz Messengers – album studyjny amerykańskiego pianisty jazzowego Horace’a Silvera, wydany z numerem katalogowym BLP 1518 w 1956 roku przez Blue Note Records.
Album jest kompilacją dwóch płyt nagranych przez Horace’a Silvera jako lidera kwintetu: Horace Silver Quintet z 1954 (numer katalogowy Blue Note Records BLP 5058) oraz Horace Silver Quintet, Vol. 2 z 1955 (BLP 5062). Oba albumy zostały wydane jako 10 calowe płyty gramofonowe.

## Powstanie
Materiał na płytę został zarejestrowany 13 listopada 1954 (utwory A–1, A–2, A–3 i B–4) oraz 6 lutego 1955 (utwory A–4, B–1, B–2 i B–3) przez Rudy’ego Van Geldera w należącym do niego studiu (Van Gelder Studio) w Hackensack w stanie New Jersey. Produkcją albumu zajął się Alfred Lion.

## Lista utworów
Opracowano na podstawie materiału źródłowego:
Wydanie LP
Strona A
| Nr | Tytuł utworu             | Muzyka        | Długość |
| -- | ------------------------ | ------------- | ------- |
| 1. | „Room 608”               | Horace Silver | 5:20    |
| 2. | „Creepin’ In”            | Horace Silver | 7:24    |
| 3. | „Stop Time”              | Horace Silver | 4:04    |
| 4. | „To Whom It may Concern” | Horace Silver | 5:08    |
|    |                          |               | 21:56   |

Strona B
| Nr | Tytuł utworu   | Muzyka        | Długość |
| -- | -------------- | ------------- | ------- |
| 1. | „Hippy”        | Horace Silver | 5:21    |
| 2. | „The Preacher” | Horace Silver | 4:15    |
| 3. | „Hankerin’”    | Hank Mobley   | 5:15    |
| 4. | „Doodlin’”     | Horace Silver | 6:45    |
|    |                |               | 21:36   |

## Twórcy
Opracowano na podstawie materiału źródłowego.
Muzycy:
- Horace Silver – fortepian
- Kenny Dorham – trąbka
- Hank Mobley – saksofon tenorowy
- Doug Watkins – kontrabas
- Art Blakey – perkusja

Produkcja:
- Alfred Lion – produkcja muzyczna
- Rudy Van Gelder – inżynieria dźwięku
- Reid Miles – projekt okładki
- Francis Wolff – fotografia na okładce
- Ira Gitler – liner notes
- Michael Cuscuna – produkcja muzyczna (reedycja z 2004)
- Bob Blumenthal – liner notes (reedycja z 2004)